# Théâtre Feydeau

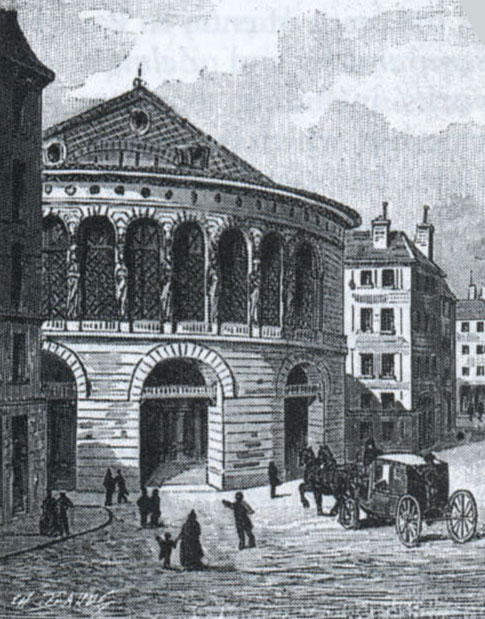
Théâtre Feydeau

Das Théâtre Feydeau war ein Theater in Paris, das im Jahre 1791 eröffnet wurde. Es führte hauptsächlich italienische und französische Opern und Komödien auf. Ebenso war es ein Ort der Opernparodie und am Ende des 18. Jahrhunderts der sogenannten Revolutions- und Schreckensoper.

## Geschichte
Das Theater wurde am 26. Januar 1789 von dem Friseur und Unternehmer Léonard-Alexis Autier gegründet, zusammen mit dem seinerzeit berühmten Violinvirtuosen und Komponisten Giovanni Battista Viotti als musikalisch-künstlerischem Leiter. Unterstützt wurde das Projekt außerdem von dem Comte de Provence (genannt Monsieur), einem jüngeren Bruder von König Ludwig XVI – daher wurde das Theater zunächst Théâtre de Monsieur genannt.
Anfangs fanden die Aufführungen im Palais des Tuileries statt, die Truppe musste dieses aber wegen der Revolutionsunruhen verlassen, nachdem die Königsfamilie im Oktober 1789 von Versailles in die Tuilerien umziehen musste. 1790, bevor ein eigenes Theater errichtet werden konnte, kam die Truppe in den Messehallen von Saint-Germain (Foire Saint-Germain) unter.
Am 6. Januar 1791 wurde das neue Theatergebäude in der Rue Feydeau eröffnet. Anfangs hieß es noch Théâtre de Monsieur, aber nach der Verhaftung von Louis XVI und seiner Familie wurde es umbenannt in Théâtre Français et Italien de la Rue Feydeau, später in Théâtre Français de la Rue Feydeau. Die Straße ist nach Claude Henri Feydeau de Marville benannt, der von 1740 bis 1747 Generalleutnant der Polizei in Paris war.
Das Theater wurde zu einem Versammlungsort der Reaktion gegen die Revolution. Wie viele Theater in dieser Zeit wurde es mehrmals geschlossen. Nach seiner Wiedereröffnung am 2. April 1792 wurde es zu einem der beliebtesten Theater in Paris. Luigi Cherubinis Oper Médée wurde 1797 in diesem Theater uraufgeführt. Ab 1798 spielte hier der berühmte Schauspieler Talma.
1829 wurde das Gebäude wegen Baufälligkeit geschlossen und abgerissen.